# Sokoł Sofia
Sokoł Sofia (bułg. ФК "Сокол" (София)) – bułgarski klub piłkarski z siedzibą w stolicy kraju, mieście Sofia, działający w latach 1930–1944.

## Historia
Chronologia nazw:
- 1930: Sokoł Sofia (bułg. ФК "Сокол" (София))
- 1934: funkcjonował jako sekcja Sportklub
- 1935: Sokoł Sofia (bułg. ФК "Сокол" (София))
- 26.04.1942: Witoszki sokoł Sofia (bułg. ФК "Витошки сокол" (София)) – po fuzji z Wyzrażdane
- 1944: Sokoł Sofia (bułg. ФК "Сокол" (София))
- 5.11.1944: klub rozwiązano - po fuzji z Sportklub i Wyzrażdane, tworząc Septemwri Sofia

Klub piłkarski o nazwie Sokoł został założony w Sofijskiej dzielnicy Tri kładenci w 1930 roku. Początkowo zespół funkcjonował jako niezorganizowany klub osiedlowy. Mimo że udało mu się wyszkolić wielu młodych zawodników, to jednak ciągłe trudności finansowe sprawiły, że zarząd klubu zaczął szukać możliwości fuzji. W ciągu 1934 roku klub stał się sekcją Sportklubu. Od 1935 roku został wydzielony niezależnie i włączony do Mistrzostw Sofii. Najlepszym osiągnięciem klubu było drugie miejsce w Drugiej dywizji w 1938 roku. W 1940 roku nastąpiła reorganizacji mistrzostw Bułgarii, wskutek czego klub musiał walczyć w trzeciej dywizji. 26 kwietnia 1942 roku połączył się z Wyzrażdane pod nazwą Witoszki sokoł. Na początku 1944 roku fuzja rozpadła się i potem jako Sokoł istniał do 5 listopada 1944 roku, kiedy to połączył się ze Sportklubem i Wyzrażdane w nowy klub pod nazwą Septemwri (Sofia) i przestał istnieć.

## Barwy klubowe, strój, herb, hymn
|  |  |

Klub ma barwy czerwono-białe. Piłkarze domowe spotkania zazwyczaj grają w czerwonych koszulkach, czerwonych spodenkach oraz czarnych getrach.

## Sukcesy

### Trofea międzynarodowe
Do chwili obecnej klub jeszcze nigdy nie zakwalifikował się do rozgrywek europejskich.

### Trofea krajowe
| \| \| Zdobyte trofea w rozgrywkach Bułgarii (stan na: 31-05-2024) \| |                                                             |      |          |
| Rozgrywki                                                            | Osiągnięcie                                                 | Razy | Sezon(y) |
| · Mistrzostwo                                                        | I miejsce                                                   | 0    |          |
| · Mistrzostwo                                                        | II miejsce                                                  | 0    |          |
| · Mistrzostwo                                                        | III miejsce                                                 | 0    |          |
| Puchar                                                               | zdobywca                                                    | 0    |          |
| Puchar                                                               | finalista                                                   | 0    |          |
| II liga                                                              | I miejsce                                                   | 0    |          |
| II liga                                                              | II miejsce                                                  | 0    |          |
| II liga                                                              | III miejsce                                                 | 0    |          |
| Bułgaria                                                             | Zdobyte trofea w rozgrywkach Bułgarii (stan na: 31-05-2024) |      |          |

- II Sofijska diwizija (D3):
  - wicemistrz (1x): 1937/38

## Poszczególne sezony

### Rozgrywki międzynarodowe

#### Europejskie puchary
Nie uczestniczył w rozgrywkach europejskich.

### Rozgrywki krajowe
| \| Bułgaria \| Bilans występów klubu w rozgrywkach piłkarskich Bułgarii (Stan na 31 maja 2025 r.) \| \| |                                                                                    |        |       |   |   |   |    |    |     |                    |        |        |      |
| Poziom                                                                                                  | Rozgrywki                                                                          | Sezony | Mecze | Z | R | P | B+ | B– | Pkt | Lata               | Awanse | Spadki | Naj. |
| I | Nacionałna futbołna diwizija / Dyrżawno pyrwenstwo                                 | 0      |       |   |   |   |    |    |     |                    | 0      | 0      |      |
| II | B RPG / Wtora PFG / Pyrwa PFL / B PFG / Wtora PFL                                  | 0      |       |   |   |   |    |    |     |                    | 0      | 0      |      |
| III | Treta amatorska futbołna liga                                                      | 4      |       |   |   |   |    |    |     | 1936–1940          | 0      | 1      | 2    |
| IV | Obłastna futbołna liga                                                             | 5      |       |   |   |   |    |    |     | 1935/36, 1940–1944 | 1      | 0      |      |
| | Puchar Bułgarii                                                                    | 0      |       |   |   |   |    |    |     |                    | 0      | 0      |      |
| Bułgaria                                                                                                | Bilans występów klubu w rozgrywkach piłkarskich Bułgarii (Stan na 31 maja 2025 r.) |        |       |   |   |   |    |    |     |                    |        |        |      |

## Piłkarze, trenerzy, prezydenci i właściciele klubu

### Piłkarze
Znani piłkarze:
- Nikoła Bożiłow

## Struktura klubu

### Stadion
Drużyna nie miała własnego boiska i rozgrywała swoje mecze domowe w Sofii na innych stadionach. 

## Kibice i rywalizacja z innymi klubami

### Derby
- SK Sofia
- Sławia Sofia
- FK 13 Sofia
- Atletik Sofia
- Rakowski Sofia
- Sława Sofia
- Borisław Sofia
- Pobeda Sofia
- Byłgaria Sofia